# Nazionale maschile di calcio della Macedonia del Nord
La nazionale di calcio della Macedonia del Nord (in macedone Фудбалската репрезентација на Северна Македонија, Fudbalskata reprezentacija na Severna Makedonija) è la rappresentativa calcistica della Macedonia del Nord ed è controllata dalla Federazione calcistica della Macedonia del Nord. Sino al gennaio 2019 era nota con il nome di nazionale di calcio della Macedonia.
Giocò la sua prima partita nel 1993, dopo lo scioglimento della Repubblica Socialista Federale di Jugoslavia. In precedenza i giocatori macedoni giocavano per la nazionale iugoslava. Non ha mai partecipato alla fase finale del campionato del mondo, mentre conta una partecipazione alla fase finale del campionato europeo, nell'edizione del 2020, dove è uscita al primo turno, concludendo la competizione con tre sconfitte in altrettante partite. Le partite in casa sono abitualmente giocate all'Arena nazionale Toše Proeski di Skopje.
Nel ranking mondiale della FIFA la Macedonia del Nord vanta quale miglior piazzamento il 46º posto dell'ottobre 2008, mentre il peggiore piazzamento è il 166º posto del marzo 2017. A ottobre 2024 occupa il 69º posto della graduatoria.

## Storia

### Anni novanta
Fino al 1991 la Macedonia non aveva una squadra perché era parte della Jugoslavia. La nazionale macedone di calcio esordì con una vittoria (4-3) contro la Slovenia in un'amichevole il 13 ottobre 1993, sotto la direzione dell'allenatore Andon Dončevski. Nel 1994 la Macedonia divenne membro di FIFA e UEFA. La squadra vinse le tre successive amichevoli contro Slovenia, Albania ed Estonia, per poi subire la prima sconfitta in casa (0-2), per mano della Turchia il 31 agosto 1994 (prima di questa partita la Macedonia aveva perso contro il Peñarol per 0-4 a Montevideo nel febbraio 1994, in una gara non ufficiale). Punta di diamante della squadra macedone era Darko Pančev, che vinse la Coppa dei Campioni con la Stella Rossa nel 1990-1991. 
La Macedonia partecipò per la prima volta alle qualificazioni in occasione delle eliminatorie del campionato europeo del 1996, nell'ambito delle quali fu inserita nel gruppo 2 con Spagna, Danimarca, Belgio, Cipro e Armenia. Nella partita di apertura del girone, che era anche il primo incontro ufficiale della Macedonia, la squadra pareggiò contro la Danimarca, campione d'Europa in carica. La partita si giocò a Skopje il 7 settembre 1994 e finì 1-1, con la Macedonia che condusse il risultato per la maggior parte della partita. In questa campagna di qualificazione la Macedonia patì una delle sue più pesanti sconfitte, per 0-5 in casa contro il Belgio il 7 giugno 1995. I macedoni chiusero al quarto posto nella classifica del girone con 7 punti.
Il primo tentativo di qualificazione della Macedonia alla fase finale del campionato del mondo avvenne in occasione di Francia 1998, nelle cui eliminatorie la squadra fu impegnata nel girone con Romania, Irlanda, Liechtenstein, Islanda e Liechtenstein. La campagna di qualificazione cominciò il 24 aprile 1996 con una vittoria macedone per 2-3 in casa del Liechtenstein. Il 9 novembre 1996 la Macedonia si impose per 11-1 nella partita di ritorno contro il Liechtenstein, facendo registrare la sua più ampia vittoria; la metà di tutti i gol segnati dalla Macedonia nella sua intera campagna di qualificazione fu segnata in questa partita. La squadra balcanica concluse il girone al quarto posto, con 13 punti guadagnati.

### Anni duemila
La campagna di qualificazione al campionato d'Europa 2000, in programma nei Paesi Bassi e in Belgio, vide la Macedonia competere con Jugoslavia, Irlanda, Croazia e Malta. Ancora una volta i macedoni aprirono la campagna di qualificazione con una vittoria, battendo Malta per 4-0 in casa il 6 settembre 1998. La squadra fallì la qualificazione all'europeo, non andando oltre il quarto posto nel proprio gruppo, con 8 punti.
La campagna di qualificazione della Macedonia al campionato del mondo 2002, in programma in Giappone e Corea del Sud, la vide inserita nel girone con Azerbaigian, Slovacchia, Svezia, Moldavia e Turchia. All'esordio la Macedonia perse contro la Slovacchia (2-0) in trasferta il 3 settembre 2000. Ancora una volta la selezione macedone mancò la qualificazione al mondiale, avendo concluso al quarto posto nel proprio gruppo, con 7 punti.
Alcuni miglioramenti si registrarono nelle qualificazioni al campionato europeo del 2004, che videro la Macedonia raggruppata con Inghilterra, Turchia, Slovacchia e Liechtenstein. Pur non essendo riuscita a vincere nessuno dei primi quattro incontri della campagna, la nazionale macedone mise a referto uno dei risultati più memorabili della sua breve storia. Il 16 ottobre 2002, nella gara contro l'Inghilterra a Southampton, prima partita della selezione inglese a Southampton in quasi cento anni, la Macedonia andò presto a segno a metà del primo tempo, quando Artim Šakiri segnò direttamente da calcio d'angolo, sorprendendo il portiere inglese David Seaman. L'Inghilterra giunse presto al pareggio, ma la Macedonia riuscì ancora una volta a segnare. L'incontro si concluse sul 2-2 dopo che all'Inghilterra pervenne nuovamente al pareggio nel secondo tempo. La Macedonia vinse solo una volta nel girone, il 7 giugno 2003, quando piegò il Liechtenstein per 3-2 in casa, e non si qualificò al campionato europeo del 2004 in programma in Portogallo, finendo quarta in classifica con 6 punti.
Inserita nel gruppo 1 delle eliminatorie europee del campionato del mondo 2006, la Macedonia affrontò Paesi Bassi, Rep. Ceca, Romania, Finlandia, Armenia e Andorra. La squadra balcanica riuscì ad aprire la campagna di qualificazione con una vittoria (3-0) in casa contro l'Armenia il 18 agosto 2004. Questa sarebbe rimasta l'ultima vittoria casalinga della squadra di lì ai successivi tre anni. Il 9 ottobre la Macedonia riuscì a tenere testa ai Paesi Bassi guadagnando un pareggio a sorpresa (2-2) a Skopje davanti a 17 000 persone accorse allo stadio municipale, ma nella successiva partita, appena quattro giorni dopo, la Macedonia soffrì una delle sconfitte più cocenti, per 1-0 contro Andorra, una delle nazionali più deboli del mondo. In questa campagna di qualificazione la Macedonia registrò inoltre il poco onorevole record di gol concessi in una partita nella storia della nazionale, perdendo per 1-6 in casa della Repubblica Ceca l'8 giugno 2005. La Macedonia continuò a concedere 8 gol nelle due successive partite di qualificazione, entrambe contro la Finlandia.
Il 23 agosto 2005, qualche giorno dopo la pesante sconfitta interna (0-3) contro la Finlandia, il CT macedone Slobodan Santrač si dimise dopo appena cinque mesi di gestione per problemi personali, con l'ex giocatore macedone Boban Babunski che assunse temporaneamente la direzione della squadra. Malgrado le deludenti prestazioni durante la campagna di qualificazione al campionato mondiale del 2006, la Macedonia riuscì a concludere le eliminatorie con un buon pareggio (0-0) contro i Paesi Bassi ad Amsterdam. Questo risultato ebbe un grande significato per la Macedonia, dato che, con i due pareggi ottenuti contro i Paesi Bassi, fu l'unica squadra nel gruppo a non essere stata sconfitta due volte dai Paesi Bassi, vincitori del gruppo. Gli olandesi conclusero poi la campagna di qualificazione a Germania 2006 con un bilancio di 10 vittorie nei 12 incontri disputati, avendo lasciato punti solo nelle due partite contro i macedoni. La Macedonia non riuscì a qualificarsi al mondiale, essendosi piazzata quinta nel proprio gruppo, con 9 punti.
A seguito del completamento delle qualificazioni alla Coppa del mondo del 2006, nel novembre 2005 la Macedonia partecipò ad un torneo amichevole in Iran svolto da quattro squadre, con Iran, Paraguay e Togo, ognuna delle quali proveniente da un continente diverso (e fu l'unica delle partecipanti a questo torneo amichevole a non qualificarsi a Germania 2006). Nella partita di apertura i macedoni vinsero per 2-1 contro l'Iran, poi persero per 1-0 contro il Paraguay.
Il 27 gennaio 2006, al sorteggio avvenuto a Nyon, in Svizzera, la Macedonia fu inserita nel girone H di qualificazione a campionato europeo del 2008 con Inghilterra, Croazia, Russia, Israele, Estonia e Andorra. Il 17 febbraio 2006 lo sloveno Srečko Katanec firmò per due anni come allenatore della Macedonia. In vista dell'inizio delle eliminatorie la squadra disputò una serie di amichevoli, ottenendo buoni risultati: una vittoria per 2-1 contro l'Ecuador a Madrid, la prima contro una nazionale sudamericana e, una settimana più tardi, una vittoria per 1-0 contro la Turchia.
Gli incontri di qualificazione all'europeo di Austria e Svizzera si svolsero tra l'agosto 2006 e il novembre 2007. La Macedonia esordì battendo per 1-0 in trasferta l'Estonia il 16 agosto 2006, con rete di Goce Sedloski al 73º minuto di gioco, il primo gol in assoluto delle qualificazioni al campionato europeo del 2008. Il 6 settembre la Macedonia ospitò l'Inghilterra. In questa occasione l'arbitro condizionò il risultato, annullando un gol a Goran Pandev e convalidandone uno in fuorigioco agli inglesi: il risultato finale fu di 0-1 per i leoni, a segno con Peter Crouch al 46º minuto. Un mese dopo, il 7 ottobre a Manchester, i macedoni fermarono gli inglesi sul pari (0-0) di fronte a 72 062 spettatori. Il 17 ottobre 2007 la squadra balcanica vinse per la prima volta in casa dall'agosto 2004, piegando per 3-0 Andorra a Skopje all'indomani della morte della stella del pop macedone Toše Proeski, che aveva causato commozione in tutto il paese. Il 17 novembre successivo la squadra riuscì a imporsi per 2-0 contro la Croazia, infliggendo agli avversari la prima sconfitta nelle eliminatorie e ottenendo la prima vittoria contro una nazionale piazzata tra le prime dieci del ranking FIFA. Malgrado questi risultati sorprendenti, la Macedonia non riuscì a qualificarsi all'europeo, classificandosi quinta nel girone, con 14 punti.
Il 25 novembre 2007, a Durban, in Sudafrica, il sorteggio dei gironi di qualificazione al campionato del mondo 2010 inserì la Macedonia in un gruppo con Paesi Bassi, Scozia, Norvegia e Islanda. Il 21 dicembre Katanec rinnovò il proprio contratto con la federazione per due anni. Le amichevoli successive, disputate contro Serbia, Bosnia ed Erzegovina e Polonia, finirono tutte in pareggio.
La campagna di qualificazione a campionato del mondo 2010 iniziò con una vittoria interna contro gli scozzesi il 6 settembre 2008, grazie ad un gol di Ilčo Naumoski su ribattuta, dopo un calcio di punizione di Goce Sedloski. Il risultato fece salire la squadra di dieci posti della classifica FIFA, consentendole di stazionare al 46º posto nell'ottobre 2008, miglior piazzamento di sempre della Macedonia nella graduatoria. Dopo la sconfitta per 4-0 subita ad Amsterdam contro i Paesi Bassi nell'aprile 2009, Katanec si dimise, forse a causa di un litigio con Pandev. Gli subentrò l'allenatore della nazionale Under-21 Mirsad Jonuz, con contratto valido sino alla fine delle eliminatorie. Il 5 settembre i macedoni persero per 2-0 in casa della Scozia, poi furono sconfitti anche dalla Norvegia, salutando così le speranze di qualificazione al mondiale.

### Anni duemiladieci
Il 7 febbraio 2010 la Macedonia fu inserita nel girone B di qualificazione al campionato d'Europa 2012 con Russia, Slovacchia, Irlanda, Armenia e Andorra. Le amichevoli precedenti le eliminatorie, con Azerbaigian, Romania e Malta, finirono con due vittorie (rispettivamente 3-1 e 1-0) e un pareggio (1-1) contro i maltesi.
Le qualificazioni si conclusero amaramente, con un pessimo bilancio di due sole vittorie (entrambe contro Andorra) e due pareggi casalinghi (contro Armenia e Slovacchia) in dieci gare. Mirsad Jonuz fu destituito a qualificazioni in corso il 18 giugno 2011. Lo sostituì il gallese John Toshack, che nelle ultime quattro partite di qualificazione ottenne una vittoria, un pareggio e due sconfitte, non riuscendo ad andare oltre il quinto posto finale nel girone.
Le eliminatorie del campionato del mondo 2014 videro la Macedonia competere con Croazia, Serbia, Belgio, Scozia e Galles. Nell'agosto 2012, prima delle qualificazioni, Toshack fu esonerato e sostituito con Čedomir Janevski.
Le qualificazioni si aprirono con una sconfitta a Zagabria contro la Croazia e un pari contro la Scozia a Glasgow, poi proseguirono con una sconfitta interna contro i croati e una vittoria a Skopje contro gli scvzzesi grazie a un calcio di rigore trasformato in gol da Agim Ibraimi. La nazionale macedone perse per due volte contro i vincitori del girone, il Belgio, ma vinse contro il Galles, anche se perse contro gli scozzesi in casa. Nel settembre 2013 Janevski lasciò la panchina della nazionale per guidare il Mons. Il suo sostituto, Zoran Stratev, assunse la guida della nazionale per gli ultimi due incontri di qualificazione. La squadra concluse in malo modo la campagna, perdendo fuori casa contro Galles e Serbia e terminando il girone all'ultimo posto.
Goran Pandev, Nikolče Noveski, Veliče Šumulikoski e altri calciatori decisero di ritirarsi dalla nazionale, anche a causa dei contrasti con la federcalcio macedone. Nel novembre 2013 fu nominato CT Boško Gjurovski.

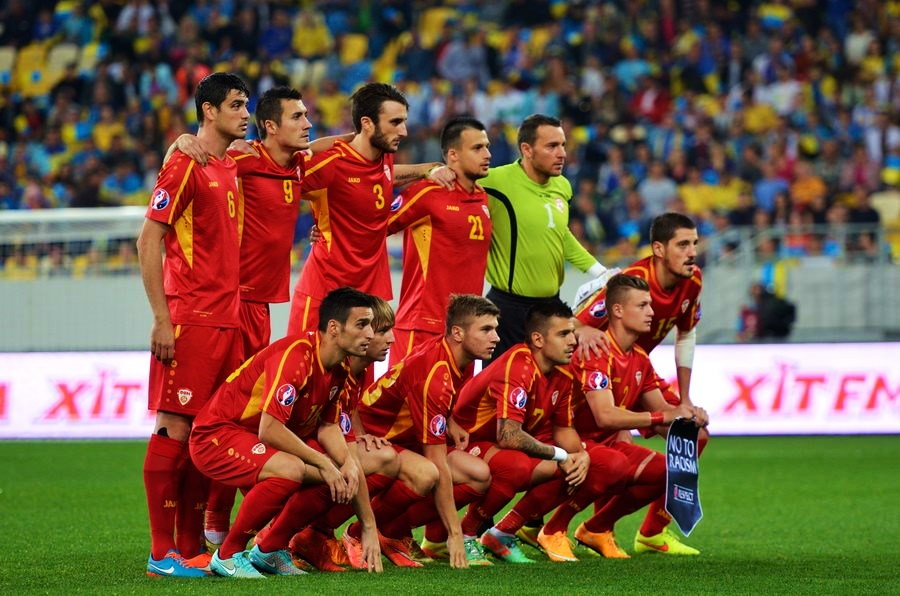
La Macedonia in campo per la partita contro l' dell'ottobre 2014, valida per le qualificazioni al

Il 23 febbraio 2014 la Macedonia fu inserita nel girone C delle qualificazioni a Euro 2016 con Spagna, Ucraina, Slovacchia, Bielorussia e Lussemburgo.
Il disastroso inizio (5-1 contro la Spagna a Valencia) fece da preludio ad una campagna molto negativa per i macedoni, capaci di vincere solo contro il Lussemburgo a Skopje, per poi subire quattro sconfitte di fila. I risultati negativi determinarono l'esonero di Boško Đurovski, sollevato dall'incarico il 7 aprile 2015 e sostituito con Ljubinko Drulović. Il rendimento, tuttavia, continuò a essere pessimo, con le sconfitte contro Slovacchia e anche contro il Lussemburgo, a segno sul finale di gara con Sébastien Thill, dopo un rigore fallito dal macedone Besart Abdurahimi. Le deludenti prestazioni proseguirono contro la Spagna a Skopje e contro l'Ucraina, sempre nella capitale macedone. L'ultima partita, contro la Bielorussia a Borisov, vide i macedoni interrompere con un pareggio la serie di sette sconfitte consecutive. Le eliminatorie furono concluse all'ultimo posto nel girone, a causa degli scontri diretti sfavorevoli contro il Lussemburgo.
Il sorteggio del 25 luglio 2015 aveva posto la Macedonia nel girone G di qualificazione al campionato del mondo 2018 con Spagna, Italia, Albania, Israele e Liechtenstein. Nell'ottobre 2015 Drulović lasciò la panchina della nazionale per accasarsi al Partizan. Il ruolo di allenatore passò al tecnico del Rabotnički Igor Angelovski, già vice-allenatore della nazionale macedone. Qualche giorno dopo Goran Pandev annunciò il proprio ritorno in nazionale dopo due anni di assenza.
La Macedonia iniziò con una sconfitta a Scutari contro l'Albania, in una partita giocata nell'arco di due giorni a causa della sospensione al 76º minuto di gioco a causa del maltempo e decisa da una rete segnata negli ultimi istanti di gara. La squadra perse poi due partite in casa, contro Israele (1-2), fallendo un calcio di rigore con Adis Jahović nel finale di partita, e contro Italia (2-3), malgrado il parziale vantaggio di 2-1 con gol di Ilija Nestorovski e Ferhan Hasani. L'anno si chiuse con una disfatta (4-0) a Granada contro la Spagna: dopo quattro giornate i macedoni si ritrovarono a zero punti, peggiore inizio nelle qualificazioni nella storia della selezione.
Nel marzo 2017 la Macedonia ottenne la prima vittoria nelle eliminatorie di Russia 2018 battendo in casa per 3-0 il Liechtenstein. Vi fu poi la sconfitta casalinga (1-2) contro la Spagna, seguita dalla vittoria per 0-1 in casa di Israele, grazie al gol di Goran Pandev (prima vittoria contro gli israeliani), ma a Strumica contro l'Albania la squadra di casa non andò oltre il pareggio (1-1). Nell'ottobre 2017 la Macedonia impose il pari all'Italia a Torino (1-1), poi vinse per 4-0 contro il Liechtenstein, chiudendo il girone al quinto e penultimo posto, con un bilancio di 3 vittorie, 2 pareggi e 5 sconfitte, 15 gol fatti e 15 subiti.
Nella prima edizione della UEFA Nations League la Macedonia viene inserita nel gruppo 4 del girone di Lega D con Armenia, Gibilterra e Liechtenstein. Con cinque vittorie e una sconfitta (4-0 in casa dell'Armenia), vince il girone venendo promossa in Lega C, garantendosi nel contempo l'accesso ai play-off di qualificazione al campionato d'Europa 2020.

### Anni duemilaventi
La fase di qualificazione al campionato d'Europa 2020 vide la ribattezzata Macedonia del Nord inserita nel gruppo G con Austria, Israele, Lettonia, Polonia e Slovenia, in cui si classificò al terzo posto in virtù degli scontri diretti favorevoli con la Slovenia, riuscendo tuttavia ad accedere ai play-off grazie al primo posto ottenuto nel proprio girone della Lega D della UEFA Nations League 2018-2019. Agli spareggi la Macedonia del Nord batté per 2-1 il Kosovo in semifinale e per 1-0 la Georgia in finale con il gol di Goran Pandev, qualificandosi così per la prima volta alla fase finale di un campionato europeo. Durante la rassegna, posticipata all'estate del 2021 a causa della pandemia di Covid-19, i macedoni subirono tre sconfitte in altrettante partite contro l'Austria (3-1), l'Ucraina (2-1) e i Paesi Bassi (3-0), chiudendo all'ultimo posto il gruppo C.
Nella seconda edizione della UEFA Nations League la Macedonia viene inserita nel gruppo 2 del girone di Lega C con Armenia, Estonia e Georgia. Malgrado l'ottimo rendimento nelle prime cinque partite, nell'ultimo e decisivo incontro, quando alla squadra sarebbe stato sufficiente un pareggio per ottenere la promozione nella Lega B, arrivò una sconfitta per 1-0 contro l'Armenia, che consentì agli armeni di vincere il girone a scapito dei macedoni, che rimasero in Lega C.
Per le qualificazioni al campionato del mondo 2022 la Macedonia del Nord fu inserita nello stesso girone di Germania, Armenia, Romania, Islanda e Liechtenstein. Dopo aver perso contro la Romania e aver battuto il Liechtenstein, la squadra macedone colse un clamoroso successo alla terza giornata, battendo per 1-2 la Germania a Duisburg: per i tedeschi fu la terza sconfitta in 87 anni nelle qualificazioni ai mondiali (le prime due erano arrivate contro il Portogallo nel 1985 e l'Inghilterra nel 2001). La nazionale macedone si qualificò ai play-off per l'accesso al mondiale per la prima volta nella storia, chiudendo il girone al secondo posto con 17 punti (5 vittorie, 3 pareggi e 2 sconfitte), superata in classifica solo dai tedeschi e precedendo Romania e Armenia. Nelle semifinali degli spareggi per l'accesso a Qatar 2022 la Macedonia del Nord eliminò clamorosamente l'Italia, campione d'Europa in carica, vincendo per 1-0 a Palermo e approdando così alla finale contro il Portogallo, da cui fu sconfitta per 2-0 a Porto.
Nella terza edizione della UEFA Nations League i macedoni chiusero al terzo posto il girone con Georgia, Bulgaria e Gibilterra, mentre nelle eliminatorie del campionato d'Europa 2024 si piazzarono penultimi nel raggruppamento girone comprendente, tra le altre, Inghilterra e Italia, cogliendo solo due vittorie in otto gare, per altro contro Malta fanalino di coda.

## Partecipazioni ai tornei internazionali
Fino al 1992 la Repubblica di Macedonia non aveva una propria nazionale in quanto lo stato macedone era inglobato nella Jugoslavia. Esisteva, quindi, un'unica nazionale che rappresentava tutta la Jugoslavia.

Legenda: Grassetto: Risultato migliore, Corsivo: Mancate partecipazioni

## Statistiche dettagliate sui tornei internazionali

### Campionato mondiale
| Anno | Luogo                    | Piazzamento      | V | N | P | Gol |
| ---- | ------------------------ | ---------------- | - | - | - | --- |
| 1994 | Stati Uniti              | Non partecipante | - | - | - | -   |
| 1998 | Francia                  | Non qualificata  | - | - | - | -   |
| 2002 | Corea del Sud / Giappone | Non qualificata  | - | - | - | -   |
| 2006 | Germania                 | Non qualificata  | - | - | - | -   |
| 2010 | Sudafrica                | Non qualificata  | - | - | - | -   |
| 2014 | Brasile                  | Non qualificata  | - | - | - | -   |
| 2018 | Russia                   | Non qualificata  | - | - | - | -   |
| 2022 | Qatar                    | Non qualificata  | - | - | - | -   |

### Campionato europeo
| Anno | Luogo                | Piazzamento     | V | N | P | Gol |
| ---- | -------------------- | --------------- | - | - | - | --- |
| 1996 | Inghilterra          | Non qualificata | - | - | - | -   |
| 2000 | Belgio / Paesi Bassi | Non qualificata | - | - | - | -   |
| 2004 | Portogallo           | Non qualificata | - | - | - | -   |
| 2008 | Austria / Svizzera   | Non qualificata | - | - | - | -   |
| 2012 | Polonia / Ucraina    | Non qualificata | - | - | - | -   |
| 2016 | Francia              | Non qualificata | - | - | - | -   |
| 2020 | Europa               | Primo turno     | 0 | 0 | 3 | 2:8 |
| 2024 | Germania             | Non qualificata | - | - | - | -   |

### Confederations Cup
| Anno | Luogo                    | Piazzamento     | V | N | P | Gol |
| ---- | ------------------------ | --------------- | - | - | - | --- |
| 1995 | Arabia Saudita           | Non invitata    | - | - | - | -   |
| 1997 | Arabia Saudita           | Non qualificata | - | - | - | -   |
| 1999 | Messico                  | Non qualificata | - | - | - | -   |
| 2001 | Corea del Sud / Giappone | Non qualificata | - | - | - | -   |
| 2003 | Francia                  | Non qualificata | - | - | - | -   |
| 2005 | Germania                 | Non qualificata | - | - | - | -   |
| 2009 | Sudafrica                | Non qualificata | - | - | - | -   |
| 2013 | Brasile                  | Non qualificata | - | - | - | -   |
| 2017 | Russia                   | Non qualificata | - | - | - | -   |

### UEFA Nations League
| Anno      | Luogo       | Piazzamento   | V | N | P | Gol  |
| --------- | ----------- | ------------- | - | - | - | ---- |
| 2018-2019 | Portogallo  | 2º in Lega D  | 5 | 0 | 1 | 14:5 |
| 2020-2021 | Italia      | 8º in Lega C  | 2 | 3 | 1 | 9:8  |
| 2022-2023 | Paesi Bassi | 10º in Lega C | 2 | 1 | 3 | 7:7  |

## Tutte le rose

### Europei
Campionato d'Europa UEFA 20201 Dimitrievski, 2 Bejtulai, 3 Zajkov, 4 Ristevski, 5 Ademi, 6 Musliu, 7 Tričkovski, 8 Alioski, 9 Trajkovski, 10 Pandev, 11 Hasani, 12 Jankov, 13 S. Ristovski, 14 D. Velkoski, 15 Kostadinov, 16 Nikolov, 17 Bardi, 18 Stojanovski, 19 K. Velkoski, 20 Spirovski, 21 Elmas, 22 Šiškovski, 23 Radeski, 24 Avramovski, 25 Čurlinov, 26 M. Ristovski, CT: Angelovski

## Colori e simboli

### Colori

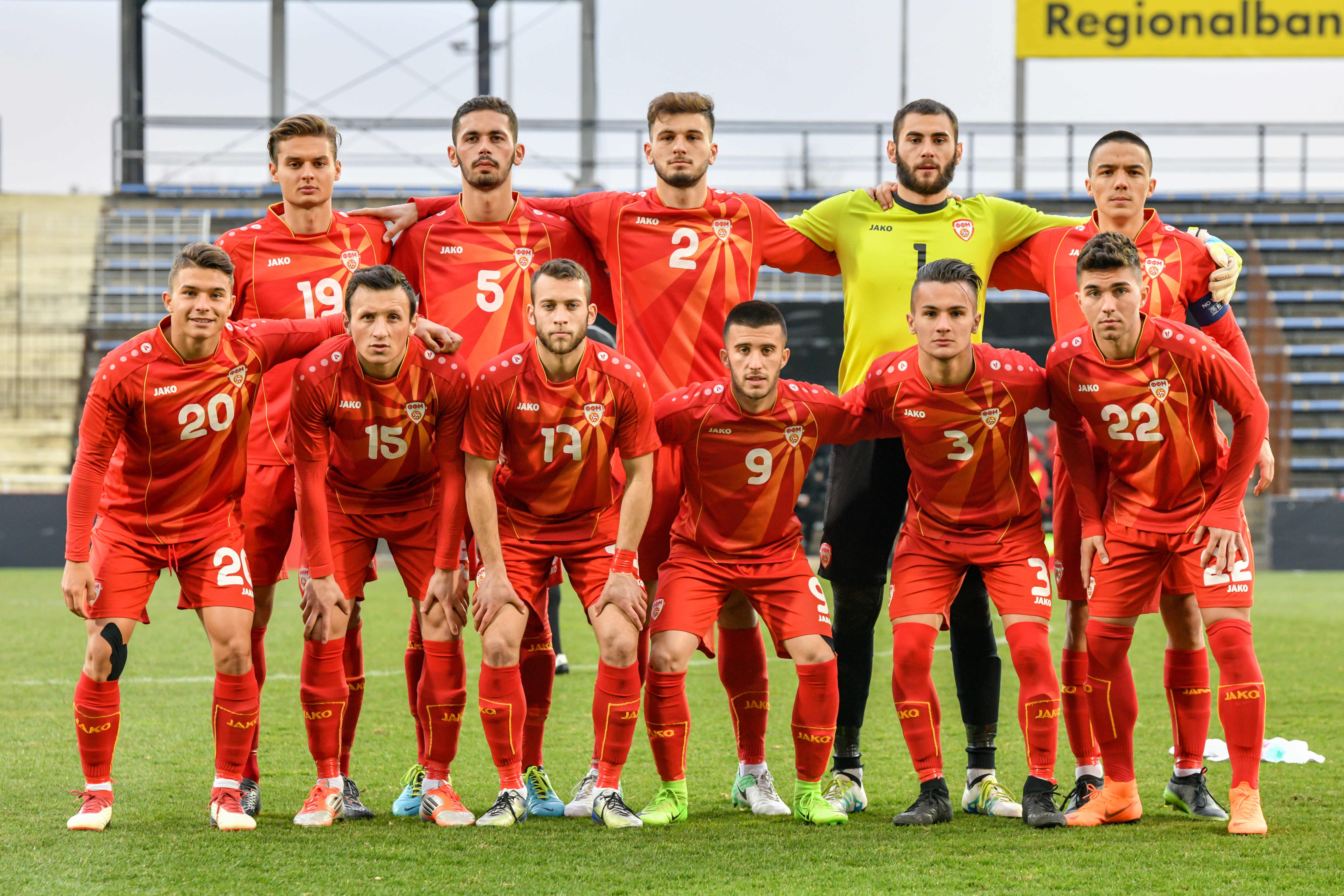
Formazione della nazionale macedone con la maglia interna realizzata da Jako nel 2016.

La nazionale macedone si riconosce nei colori e nella simbologia della bandiera nazionale, rossa con un sole giallo a otto raggi.
La maglia interna è tipicamente di colore rosso con finiture gialle, quella esterna è invece bianca o gialla con dettagli a contrasto. Tra le divise risulta particolarmente iconica e riconoscibile quella realizzata dallo sponsor tecnico Jako nel 2016, che nel successivo lustro ha accompagnato la Macedonia del Nord a cogliere i suoi maggiori risultati sportivi: il motivo conduttore è il disegno del già citato "sole nazionale", che si colloca a tutto campo sul torso, in giallo sulla prima maglia, ton sur ton sulla seconda, i cui raggi si dipartono dalla parte sinistra del petto, imperniati sul ricamo dello stemma federale.
In vista degli europei 2020 (esordio assoluto della selezione macedone alla fase finale di una competizione internazionale) la stessa Jako presentò un nuovo set di maglie, dal design più semplice: una home dalla tonalità di rosso molto più scura del solito e con finiture bianche, una away bianca con complementi ocra e una third nera con decorazioni arancioni. Sul torso di tutte e tre inoltre campeggiava il disegno stilizzato ton sur ton della testa del leone, animale iconicamente associato alla squadra. La novità suscitò tuttavia una diffusa reazione negativa da parte dei tifosi, che contestarono in particolare la tonalità troppo cupa del rosso della prima divisa, ben diversa da quella in uso sulla bandiera macedone; la FFM decise infine di ritirare le nuove casacche e di mantenere in uso quelle del 2016.

### Simboli ufficiali
Nel primo decennio d'esistenza, la Macedonia portò ricamato sulle divise uno scudetto bianco contenente lo stemma nazionale e, in capo, la relativa bandiera. Attorno al 2010 venne introdotto un logotipo più specifico: ferma restando la forma a scudetto e la bandiera superiore, il campo divenne blu scuro e al suo interno apparvero l'acronimo federale ФФМ (FFM) e il disegno di un pallone da calcio, entrambi gialli. Nel 2014 entrò in vigore un nuovo stemma, sotto forma di uno scudetto bianco con spessa bordura rossa, recante all'interno l'epigrafe ФФМ (parimenti in rosso) e, inferiormente, il disegno stilizzato di un pallone bianco con profili rossi che si "ramificano" in raggi sfumanti dal giallo al rosso.

### Sponsor tecnici
| Fornitore | Periodo   |
| --------- | --------- |
| Adidas    | 1993-1994 |
| Gems      | 1994–1998 |
| Puma      | 1998–2014 |
| Jako      | 2014–     |

## Commissari tecnici
- 1993-1995  Andon Dončevski
- 1996-1999  Ǵoko Hadžievski
- 1999-2001  Dragan Kanatlarovski
- 2001-2002  Ǵore Jovanovski
- 2002-2003  Nikola Ilievski
- 2003-2005  Dragan Kanatlarovski
- 2005  Slobodan Santrač
- 2005-2006  Boban Babunski
- 2006-2009  Srečko Katanec
- 2009-2011  Mirsad Jonuz
- 2011  Boban Babunski
- 2011-2012  John Toshack
- 2012  Goce Sedloski
- 2012-2013  Čedomir Janevski
- 2013  Zoran Stratev
- 2013-2015  Boško Ǵurovski
- 2015  Ljubinko Drulović
- 2015-2021  Igor Angelovski
- 2021-  Blagoja Milevski

## Rosa attuale
Lista dei giocatori convocati per le gare di qualificazione al campionato mondiale di calcio 2026 del 22 e 25 marzo 2025.
Presenze e reti aggiornate al termine delle due gare.
|  | P | Stole Dimitrievski    | 25 dicembre 1993  | 78 | -95 | Valencia            |  |  |
|  | P | Damjan Šiškovski      | 18 marzo 1995     | 11 | -12 | Borac Banja Luka    |  |  |
|  | P | Igor Aleksovski       | 24 febbraio 1995  | 1  | -1  | Rabotnički          |  |  |
|  | P | Dejan Iliev           | 25 febbraio 1995  | 1  | 0   | UTA Arad            |  |  |
|  |   |                       |                   |    |     |                     |  |  |
|  | D | Ezgjan Alioski        | 12 febbraio 1992  | 83 | 12  | Al-Ahli             |  |  |
|  | D | Visar Musliu          | 13 novembre 1994  | 66 | 2   | Paderborn           |  |  |
|  | D | Ǵoko Zajkov           | 10 febbraio 1995  | 36 | 1   | U Craiova           |  |  |
|  | D | Stefan Aškovski       | 24 febbraio 1992  | 35 | 0   | Ethnikos Achnas     |  |  |
|  | D | Nikola Serafimov      | 11 agosto 1999    | 22 | 1   | Fehérvár            |  |  |
|  | D | Bojan Dimoski         | 23 novembre 2001  | 20 | 0   | Akron Togliatti     |  |  |
|  | D | Jovan Manev           | 25 gennaio 2001   | 11 | 1   | Rijeka              |  |  |
|  | D | Bojan Ilievski        | 1º settembre 1999 | 4  | 0   | Struga              |  |  |
|  | D | Andrej Stojčevski     | 26 maggio 2003    | 0  | 0   | Žilina              |  |  |
|  |   |                       |                   |    |     |                     |  |  |
|  | C | Enis Bardhi           | 2 luglio 1995     | 72 | 18  | Bodrum              |  |  |
|  | C | Elif Elmas            | 24 settembre 1999 | 67 | 13  | Torino              |  |  |
|  | C | Tihomir Kostadinov    | 4 marzo 1996      | 28 | 0   | Piast Gliwice       |  |  |
|  | C | Jani Atanasov         | 31 ottobre 1999   | 24 | 3   | Puszcza Niepołomice |  |  |
|  | C | David Babunski        | 1º marzo 1994     | 18 | 0   | Dundee Utd          |  |  |
|  | C | Isnik Alimi           | 2 febbraio 1994   | 15 | 2   | Dalian Yingbo       |  |  |
|  | C | Agon Elezi            | 1º marzo 2001     | 10 | 0   | Gorica              |  |  |
|  | C | Luka Stankovski       | 2 settembre 2002  | 0  | 0   | Radnički Niš        |  |  |
|  |   |                       |                   |    |     |                     |  |  |
|  | A | Aleksandar Trajkovski | 5 settembre 1992  | 93 | 22  | Hajduk Spalato      |  |  |
|  | A | Bojan Miovski         | 24 giugno 1999    | 31 | 8   | Girona              |  |  |
|  | A | Darko Curlinov        | 11 luglio 2000    | 31 | 4   | Jagiellonia         |  |  |
|  | A | Milan Ristovski       | 8 aprile 1998     | 30 | 4   | Bohemians           |  |  |
|  | A | Lirim Qamili          | 4 giugno 1998     | 9  | 1   | SønderjyskE         |  |  |
|  | A | Kristijan Trapanovski | 14 agosto 1999    | 2  | 0   | Dundee Utd          |  |  |

## Record individuali
Dati aggiornati al 9 giugno 2025.

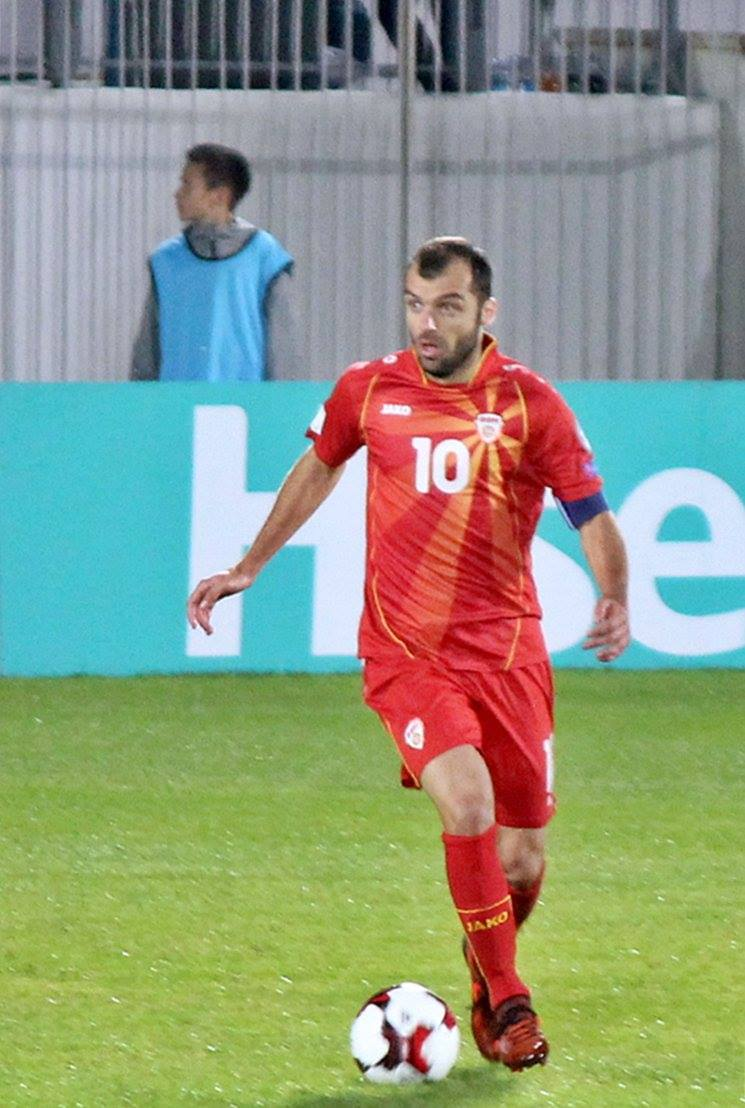
Goran Pandev, primatista di presenze e reti con la nazionale di calcio della Macedonia del Nord

- I giocatori in grassetto sono ancora in attività in nazionale.

| Pos. | Giocatore             | Presenze | Reti | Periodo   |
| ---- | --------------------- | -------- | ---- | --------- |
| 1    | Goran Pandev          | 122      | 38   | 2001-2021 |
| 2    | Goce Sedloski         | 100      | 8    | 1996-2010 |
| 3    | Aleksandar Trajkovski | 94       | 23   | 2011-     |
| 4    | Ezgjan Alioski        | 85       | 13   | 2013-     |
| 5    | Veliče Šumulikoski    | 84       | 1    | 2002-2013 |
| 6    | Stefan Ristovski      | 82       | 2    | 2011-2023 |
| 7    | Stole Dimitrievski    | 80       | 0    | 2015-     |
| 8    | Enis Bardhi           | 74       | 18   | 2015-     |
| 9    | Artim Šakiri          | 72       | 15   | 1996-2006 |
| 10   | Igor Mitreski         | 70       | 1    | 2001-2011 |

| Pos. | Giocatore             | Reti | Presenze | Periodo   |
| ---- | --------------------- | ---- | -------- | --------- |
| 1    | Goran Pandev          | 38   | 122      | 2001-2021 |
| 2    | Aleksandar Trajkovski | 23   | 94       | 2011-     |
| 3    | Enis Bardhi           | 18   | 74       | 2015-     |
| 4    | Gjorgji Hristov       | 16   | 48       | 1995-2013 |
| 5    | Artim Šakiri          | 15   | 72       | 1996-2006 |
| 6    | Eljif Elmas           | 13   | 69       | 2017-     |
| 6    | Ezgjan Alioski        | 13   | 85       | 2013-     |
| 8    | Ilija Nestorovski     | 10   | 52       | 2015-2023 |
| 8    | Goran Maznov          | 10   | 45       | 2001-2009 |
| 10   | Ilčo Naumoski         | 9    | 46       | 2003-2012 |